# Pargas
Pargas (fiń. Parainen) – gmina w Finlandii, położona w południowo-zachodniej części kraju, należąca do regionu Varsinais-Suomi.
Gmina zajmuje obszar szeregu wysp na Morzu Archipelagowym. Ma charakter głównie wiejski. Głównym zasobem naturalnym jest wapień, którego eksploatacją na terenie gminy (i nie tylko) zajmuje się spółka Nordkalk.

## Nazwa
Gmina została utworzona 1 stycznia 2009 roku z połączenia dotychczas istniejących gmin Pargas, Nagu, Korpo, Houtskär i Iniö. Początkowo nową jednostkę administracyjną nazwano Väståboland (w języku fińskim: Länsi-Turunmaa). Szybko jednak zaczęto podawać w wątpliwość sensowność tego wyboru. Główną kontrpropozycją było nazwanie całej nowej gminy tak, jak największej spośród "starych", z której została utworzona – Pargas. Pozostałe gminy nie mogły jednak dojść do porozumienia w tej sprawie. W efekcie w maju 2016 roku zorganizowano w tej sprawie referendum.
Wyniki głosowania były na korzyść nazwy "Pargas" (57,7% do 40,1%), jednak zwrócić należy uwagę, że głosy w większości pochodziły właśnie z najludniejszej byłej gminy (74,6%, 4999 osób), a w pozostałych poparcie wahało się od 2,5% do 3,6% (w sumie 62 głosy na 2060 oddanych). Rada gminy zdecydowała się jednak uznać wyniki referendum i 14 czerwca 2016 oficjalną nazwą zostało "Pargas".
Decyzja ta była kilkukrotnie zaskarżana i 6 września 2016 kwestia była poddana ponownemu głosowaniu w radzie gminy. Tym razem znów zwyciężyła nazwa "Pargas" i gmina pozostaje w ten sposób nazwana.